# Парсонс, Николас
Кристофер Николас Парсонс (англ. Christopher Nicholas Parsons; 10 октября 1923, Грантэм, Линкольшир, Англия — 28 января 2020, Эйлсбери, Бакингемпшир, Англия) — английский актёр, радио-ведущий и телеведущий. Он вёл комедийное радио-шоу Just a Minute, а также игровое шоу Sale of the Century в 1970-х и в начале 1980-х годов. В дополнение к этим ролям он появлялся в качестве гостя в других телешоу таких, как Doctor Who и Have I Got News.

## Биография
Парсонс родился в семье врачей. Он был среднем ребёнком в семье, у него были старший брат и младшая сестра.
Парсонс родился левшой, но писал правой рукой. В детстве у него было заикание, которое при взрослении, он стал контролировать. Он медленно учился из-за дислексии. Также он страдал от мигрени.
После обучения в школе Святого Павла в Лондоне, Парсонс планировал свою карьеру в качестве актёра. Однако его родители считали, что карьера инженера будет лучше так как он чинил дедушкины часы в молодости и занимался творчеством руками.
После того, как он окончил школу, его родственники из Шотландии утроили его на работу в Клайдбанке недалеко от Глазго, где он 5 лет проработал учеником инженера. Он так и не получил высшее образование, но закончил обучение и получил достаточную квалификацию, чтобы стать инженером-механиком.

## Карьера
В конце Второй мировой войны Парсонс стал профессиональным актёром. Он дебютировал на сцене в Вест-Энде в партии Киви в опере «Поспешное сердце» в театре Олдвича в 1945 году, которая длилась более года. Затем сыграл главную роль в турне «Мышьяк и старые кружева». Он дебютировал в кино в фильме «Мастер Банкдама» в 1947 году и продолжил свою сценическую карьеру, проработав два года в репертуаре в Бромли, а затем в Виндзоре и Мейдстоне.
Участвовал в шоу «Боинг-Боинг» в Вест-Энде и других постановках Вест-Энда.
Кино, телевидение и радио
В 1950-х и 1960-х годах часто играл роли второго плана в британских фильмах. В конце 1960-х он сыграл Дэвида Кортни в американском ситкоме «Самая уродливая девушка в городе».
В 1950-х годах, Парсонс озвучивал Tex Tucker в детском кукольном ТВ-сериале Four Feather Falls. В конце 1960-х он создал и представил сатирическую программу на BBC Radio 4 под названием Listen to This Space, которая по меркам того времени была очень авангардной, и за свою работу над ней он получил премию Radio Personality of the Year.
Парсонс стал известен телеаудитории в 1950-х и 1960-х годах как участник телешоу комика Артура Хейнса в течение десяти лет; партнёрство распалось по инициативе Хейнса. У них был успешный сезон в вест-эндском театре London Palladium в 1963 году, а незадолго до раскола они появились на шоу Эда Салливана в США, хотя Парсонса не указали в титрах. Впоследствии Парсонс вернулся на сцену, прежде чем стать постоянным участником шоу Бенни Хилла с 1968 по 1971 год.
После смерти Хейнса Парсонс появился на телевидении как самостоятельная личность, в том числе в давней викторине Anglia Television Sale of the Century, которая транслировалась еженедельно с 1971 по 1983 год. В 1983 году Хилл написал и выступил в одноимённом скетче, в котором он сыграл Парсонса.
Парсонс был героем «Это твоя жизнь» в 1978 году.
Одну минуту
Парсонс был ведущим комедийной игрового шоу BBC Radio 4 Just a Minute с момента её первой трансляции 22 декабря 1967 года.
Хотя было несколько эпизодов, когда он оставил кресло и был участником дискуссии, Парсонс не пропускал ни одной серии до 2018 года, когда обычный участник дискуссии Джайлс Брандрет заменил его в двух эпизодах, которые были записаны в апреле и транслировались в июне из-за приступ болезни: Парсонсу тогда было 94 года. Брандрет снова выступил в следующем году на двух концертах, записанных на Эдинбургском фестивале Fringe. Just a Minute продолжали транслироваться с Парсонсом в качестве ведущего до его последнего шоу 23 сентября 2019 года.
1980-е
В 1988 году Парсонс появился в роли самого себя в телешоу The Comic Strip в эпизоде Mr. Jolly Lives Next Door вместе с Риком Мэйоллом и Аде Эдмондсон. В следующем году он снялся в роли гостя в сериале «Доктор Кто», сыграл преподобного Уэйнрайта в сериале «Седьмой доктор» эпизод «Проклятие Фенрика».
1990-е
Парсонс участвовал в оригинальном лондонском составе мюзикла Стивена Сондхайма «В лес» в Phoenix Theatre в 1990 году в роли Рассказчика. В 1991 году он сыграл мэра в детском сериале BBC Bodger & Badger. За этим последовало появление в четвёртой и последней серии британского телешоу Cluedo в роли преподобного Грина в 1993 году.
Парсонс сыграл роль Рассказчика в возрождённом к 21-й годовщине мюзикле The Rocky Horror Show в Duke of York's Theatre в Вест-Энде в 1994 году.
XXI век
С 2001 года он ежегодно выступал на Edinburgh Festival Fringe, представляя своё комедийное кабаре-шоу The Happy Hour.
Парсонс был приглашённым ведущим в тематической викторине BBC Have I Got News for You. В 2007 году он появился на телеигре Celebrity Mastermind. Just a Minute был передан на телевидение в 2012 году для десятисерийного вечернего сериала, посвященного 45-летнему юбилею с Парсонсом и постоянным участником Полом Мертоном. Он участвовал против бывшей жены Дэниз Брайер в Big Finish, адаптации сериала Джерри Андерсона Terrahawks, играя бывшего мужа персонажа Брайер.
В октябре 2016 года, в возрасте 92 лет, Парсонс представил документальный фильм BBC The Incredible Story of Marie Antoinette's Watch, рассказывающий о часах французской королевы Марии Антуанетты, созданных Абрахамом-Луи Бреге и позволивших ему на всю жизнь увлечься часовым искусством.
Он сыграл самого себя и озвучил Дагона, Повелителя Боли, в мини-сериале «Благие знамения» (2019).

## Автобиографии
Парсонс написал автобиографию под названием The Straight Man: My Life in Comedy, которая была опубликована в 1994 году, а в 2010 году он выпустил мемуары под названием Nicholas Parsons: With Just a Touch of Hesitation, Repetition and Deviation.

## Награды и признание
Парсонс был назначен кавалером Ордена Британской империи (OBE) в новогодних почестях 2004 года за заслуги перед драматическим искусством и радиовещанием. Он был назначен главнокомандующим Ордена Британской Империи (OBE) на церемонии награждения Нового года 2014 года за благотворительные услуги, особенно детские благотворительные организации.
Отслужив в качестве ректора в университете Сент — Эндрюс с 1988 по 1991 год, он был награждён почетным LLD университетом в 1991 году Он также был награждён почетным LLD в Университете Лестера в 2016 году, и почетный D.Litt в университете Линкольна в 2014 году.
Он был записан в Книге рекордов Гиннеса за самую длинную послеобеденную речь (11 часов), пока её не восстановил бывший владелец Джайлс Брандрет .

## Фильмография
| Дата | Оригинальное название                  | Название на русском                | Роль                                                    |
| ---- | -------------------------------------- | ---------------------------------- | ------------------------------------------------------- |
| 1947 | Master of Bankdam                      | Мастер Бэнкдама                    | Эдгар Хойлхаус                                          |
| 1954 | To Dorothy a Son                       | Дороти сын                         | паспорт официальный                                     |
| 1955 | Simon and Laura                        | Саймон и Лаура                     | ТВ продюсер                                             |
| 1955 | An Alligator Named Daisy               | Аллигатор по имени Дейзи           | Новости Интервьюер                                      |
| 1956 | The Long Arm                           | Длинная рука                       | Констебель полиции Бейтс                                |
| 1956 | Eyewitness                             | Очевидец                           | Домашний хирург                                         |
| 1957 | Brothers in Law                        | Братья по закону                   | Чарльз Пул                                              |
| 1958 | Happy is the Bride                     | Счастливая невеста                 | Джон Ройд                                               |
| 1959 | Too Many Crooks                        | Слишком много жуликов              | Томми                                                   |
| 1959 | Cariton-Browne of the F.O.             | Карлтон-Браун из FO                | Роджерс                                                 |
| 1959 | Upstairs and Downstairs                | Наверху и Внизу                    | Брайан                                                  |
| 1960 | Let Get Married                        | Давай поженимся                    | Офицер Королевских BBC                                  |
| 1961 | Carry On Regardless                    | Продолжайте несмотря ни на что     | Волк                                                    |
| 1964 | Murder Ahoy!                           | Убийство Эй!                       | Доктор Крамп                                            |
| 1964 | Every day’s a Holiday                  | Каждый день праздник               | Джулиан Годдард                                         |
| 1966 | The Wrong Box                          | Не тот ящик                        | Алан Фрейзер Скроуп                                     |
| 1966 | The Ghost Goes Gear                    | Призрак идет передачей             | Алджернон Роуторп Пламли                                |
| 1968 | Don’t Raise the Bridge.Lower the River | Не поднимайте мост, опускайте реку | Дадли Хит                                               |
| 1971 | Danger Point                           | Опасная точка                      | Рыбак                                                   |
| 1974 | The Best of Benny Hill                 | Лучшее из Бенни Хилла              | Призрачный бродяга/Сотрудник бутика масок/Король Чарльз |
| 1976 | Spy Story                              | Шпионская история                  | Бен Толивер                                             |
| 2008 | Lady Godvia                            | Леди Годива                        | Играет самого себя                                      |

## Личная жизнь
Николас был дважды женат. Первый раз он женился на актрисе Дениз Брайер в 1954 году, от которой у него было двое детей. А в 1995 году он женился на Энн Рейнольдс.

## Смерть
В августе 2019 года он упал в поезде во время выступления. При поступлении в больницу через несколько дней у него была обнаружена язва желудка и анемия. Через некоторое время он вернулся домой и начал медленное восстановление.
Парсонс умер в возрасте 96 лет в Эйлсбери 28 января 2020 года после непродолжительной болезни.